# Laurent Bouneau
Pour les articles homonymes, voir Bouneau.
Laurent Bouneau né  le 10 mai 1965 à Rennes (Ille-et-Vilaine), est le directeur général des programmes de la radio Skyrock.

## Biographie
En 1984, il intègre la radio, alors qu’elle s’appelait encore La Voix du Lézard. En 1986, lors de la création de Skyrock, il en devient le responsable des Programmes Musicaux. Parallèlement, il est animateur sur M6 (« Boulevard des Clips » avec Cécile Teysseire, et de « Mediator » avec Laurent Boyer.
Nommé directeur des programmes, de la musique et de la recherche en 1989, Laurent Bouneau devient directeur général des programmes de Skyrock en 1995. Durant ces années, il a développé de nombreux talk shows en engageant avec Pierre Bellanger des animateurs tels qu'Arthur, Maurice, Sébastien Cauet. En 1996, il décide de changer le format de la station en l’orientant vers le rap français, mais aussi le rap US, raï, le ragga et le RnB contemporain
Laurent Bouneau a été juré dans l'émission Dance Street sur France Ô  (présentée par Audrey Chauveau et Fred Musa) pour les saisons 3 et 4 en 2012 et 2013
Laurent Bouneau a parallèlement développé de nombreux projets avec la marque Skyrock : 
- Compilations Rap RnB non Stop, Planète Rap, Skyrock 2010 et 2011. Près de 4 millions d'exemplaires vendus au total ;
- Création du magazine Planète Rap Mag qui a vendu 1 million d'exemplaires en 39 numéros ;
- Licence de marque pour la déclinaison  télévision de Planète Rap sur France O et France 4 ;
- Partenariat de concerts : Soprano, Rihanna, La Fouine, Kanye West, Jay Z, Eminem, Diam's...

De 2000 à 2010, il dirige aussi Chante France, radio parisienne 100 % chanson française[réf. nécessaire].

## Publications
- Laurent Bouneau et Fif Tobossi avec Tonie Behar, Le rap est la musique préférée des Français, Don Quichotte, 396 p., 6 novembre 2014  (ISBN 2359491989)

## Distinctions
- 2016 :  Chevalier de l'ordre des Arts et des Lettres (2024 Officier de l'Ordre des Arts et Lettres

https://medialive.ma/wp-content/uploads/2024/08/bdmr_20240805_0004_0001.pdf
)